# Siegfried Keiling
Siegfried Keiling (ur. 28 października 1911 w Berlinie, zm. 12 kwietnia 1995 w Bad Homburg) – niemiecki wojskowy (major), działacz kombatancki.
Służył w oddziałach artylerii Wehrmachtu. Po ataku wojsk niemieckich na ZSRR 22 czerwca 1941 r., zajmował się formowaniem „wschodnich” oddziałów kolaboracyjnych. Został odznaczony Żelaznym Krzyżem 2 i 1 klasy. W 1943 r. został przeniesiony do rezerwy oficerskiej. Od końca marca 1944 r. w stopniu kapitana dowodził 621 Wschodnim Oddziałem Artylerii, który – po walkach na froncie zachodnim – jesienią 1944 r. wszedł w skład nowo formowanej 2 Dywizji Piechoty Sił Zbrojnych Komitetu Wyzwolenia Narodów Rosji. W grudniu tego roku S. Keiling awansował na majora. Otrzymał zadanie formowania oddziałów artylerii Sił Zbrojnych KONR. Na początku 1945 r. objął funkcję szefa sztabu niemieckiej grupy łącznikowej przy dowództwie Sił Zbrojnych KONR. Po zakończeniu wojny był członkiem Związku Kawalerów Krzyża Rycerskiego. W 1957 r. zorganizował Stowarzyszenie Niemiecko-Rosyjskie.